# 昭洋 (測量船・2代)
昭洋（JCG Shōyō、HL-01）は、海上保安庁の測量船。公称船型は3,000トン型。

## 来歴
国連海洋法条約は1994年11月に発効し、1996年6月には日本も批准した。同条約では、沿岸から200海里以内に所在する資源の管轄権を認める排他的経済水域の概念を導入するとともに、200海里の外でも、海底の地形や地質が一定の条件を満たす場合には、大陸棚として海底及び海底下に主権的権利を認めることになっていた。しかしそのためには、海底の地形や地質に関する科学的調査データに基づき、国際連合の大陸棚限界委員会に申請を行って審査を受ける必要があった。
海洋法条約を批准した時期、海上保安庁水路部（後の海洋情報部）では、大型測量船2隻、中型測量船3隻、小型測量船7隻の計12隻の測量船を保有していた。しかしこれらのなかで、大陸棚調査に供しうるのは「拓洋」1隻のみであり、同船だけでは、国連への提出期限までに必要な資料を得ることが到底困難であった。また大陸棚調査だけでなく、地震・火山活動の活発化に対応して、巨大地震の発生が懸念されるプレート境界域の調査や海底火山噴火予知のための調査も課題となっていたほか、地球温暖化のメカニズム解明や海洋汚染の監視のため、世界海洋観測計画 (GOOS) のような国際共同調査の推進も求められていた。
これらの情勢を受けて、耐用年数のきた初代「昭洋」の代替船として、大陸棚調査・地震予知調査・火山噴火予知調査・海洋環境調査を的確に実施できる新大型測量船が建造されることになった。これが本船である。

## 設計

### 船体
船型は、「拓洋」と同様の長船首楼付きの平甲板型とされている。また船首はバルバス・バウとされた。船質は鋼である。船尾観測作業甲板は曳航機器の投入・揚収作業スペースとされており、甲板面積を広く確保するように配置計画がなされている。また投入・揚収を容易にするため逆シアを付すとともに、後部釣合いタンクのバラスト注水によって、船尾乾舷を2メートル以下に設定できる。また観測機器の投入・揚収のため、船首楼甲板延長部である張出甲板には3トン用、また観測作業甲板の船尾端中央には6トン用のギャロウスが装備されている。
観測データおよび採取標本の処理・分析のため、船橋甲板にはドライラボとして第1観測室を、上甲板（船首楼甲板）にはセミドライの第2観測室、また観測準備室および塩分検定室を配置している。第1観測室は、各観測装置で得られた情報を処理する中央制御室としての機能があるため、振動低減のため浮床構造を採用した。
観測活動への影響を抑えるため、船体の振動低減がもとめられた。このため、船体構造には、機関室および観測室をはじめとして、各部に防振対策が施された。漂泊ないし低速航行時を考慮して、減揺装置としては減揺タンクが採用されており、船体中央に設置されている。なお、任務の性格上から長期間の行動が多いため、居室スペースは十分広く明るくするとともに、乗組員や臨時観測員を含めた定員37名全員分の個室が用意されている。

### 機関
本船の最大の特徴が、主機関にディーゼル・エレクトリック方式を採用した点で、海保初の電動推進測量船となっている。ただし推進システム用と船内電源用の発電機は別になっており、続く平洋型のような統合電気推進ではない。
主発電機の原動機としては、世界で初めてADD（Advanced Diesel Engine Development）型ディーゼルエンジンを搭載した。機種としては、三井造船のV型6気筒4サイクル過給ディーゼルエンジンである6ADD30V型（4,050 PS×720 rpm）が採用された。発電出力は2,800 kWである。このADD30Vディーセルエンジンは、国家的プロジェクトとして国内3メーカー（三井造船、川崎重工業、日立造船）が共同開発したもので、耐摩耗セラミック溶射のシリンダー（口径300mm・行程480mm）、ガス交換性に優れた一弁式給排気システムなどの最新技術が導入されており、のちに海洋研究開発機構（JAMSTEC）の「ちきゅう」にも搭載された。音響機器への悪影響を防ぐために水中放射雑音の低減策を講じており、主機関はそれぞれ防振支持されるとともに、コンパクトさをいかして、2基を一体の防音パッケージで密閉している。またこのほか、補助発電機（360 kW）2基、更に重力計等の精密計測器に給電するための精密電源装置として電動発電機1基が搭載された。
推進電動機は交流同期電動機（定格出力2,100 kW）、サイリスタによって電流および周波数を変換して制御している。回転速度は29～290 rpmの範囲で制御可能であるほか、自己逆転方式であり、後進では200 rpmまで発揮できる。推進器は4翼固定ピッチ・プロペラである。
精密な操船が求められる性格上から、舵は流線型半平衡吊舵2舵とし、また大型のバウスラスタ（推力10トン）も備えている。なお航走時の泡や水中雑音低減のため、バウスラスタには開閉式の扉装置が設けられている。操船コンソールはジョイスティック式である。測量船として初めて、操舵室に機関監視区画を配置しており、航海時および出入港時の遠隔制御・監視を可能とした。

## 装備

### 測位・地形調査
測位用としては、ディファレンシャルGPS・GPSジャイロ・ロランCによる複合測位装置（SAINS-10）を搭載した。海上保安庁の測量船では、複合側位装置は単に船位を求めるだけでなく、マルチビーム測深儀など他の観測機器とも連接されており、測量船運航の中枢機構となっている。
海底地形調査のため、船底にはシービーム2112型マルチビーム音響測深機（MBES）が設置された。これは、周波数12キロヘルツ、2°×2°のナロービームを151本生成して、海底地形を即座に等深線図として作図することができる。日本初導入として「拓洋」で装備化されたものの発展型であり、後に同船の搭載機も本機に準じて更新された。また海上自衛隊の「にちなん」や海洋研究開発機構の「よこすか」「白鳳丸」「かいれい」にも搭載されている。
またこのほか、深海用曳航式サイドスキャンソナー（通称「アンコウ」）、海上磁力計（PMM-200）、海上重力計（KSS-31）が搭載された。
そして2017年12月から2018年2月にかけて高機能化工事が行われ、浅海（200メートル以浅）用のマルチビーム音響測深機が追加装備された。中深度や深海用のマルチビーム音響測深機でも浅海域の測量は可能だが、周波数の異なる専用機を用いたほうが、より精度が高い測量が可能とされる。

### 地質・地層調査
海底の地質・地殻構造探査のため、深海用音波探査装置（SYNTRAK 480）、表層探査装置（BATHY-2000P）、海底屈折波受信装置（HDDR-1）、地殻熱流量計（ピストン式柱状採泥器）、高分解能地層探査装置（KLEIN SYSTEM 2000）を搭載する。このうち深海用音波探査装置はマルチ120チャンネル対応の受信部を備え、そのためのデジタルストリーマーケーブルは3000メートル分を搭載する。
2012年には、海底地殻変動観測装置も装備された。また必要に応じて採泥器も搭載されていたが、上記の高機能化工事の際に、3種類の採泥器を常備できるように変更された。これは、浅海域の測量の際には、底質の情報が重要になるためとされる。

### 環境・海象調査
一般海洋観測のためには、連続塩分水温水深計（CTD SBR911Plus）、鉛直水温連続測定装置（XBT MK30N）、炭酸ガス計（FR2000）、波浪計（MW-A2）、航走式水温塩分計（FSI）、栄養塩自動分析装置、塩分検定装置が搭載されている。また2012年には、航行しながらでも海中の音速を計測できる装置も常備されるようになった。

### 搭載艇
本船では、機動測量艇（昭洋1号艇）および特殊搭載艇「マンボウII」（昭洋2号艇）の2隻の観測艇を搭載しており、いずれもミランダ式ダビットによって進水・揚収する。「マンボウII」は活動中の海底火山近傍など危険な海域では遠隔操縦での無人運用も可能とされており、初代「昭洋」に搭載されていた自航式「マンボウ」の改良型にあたる。初代「マンボウ」が遠隔操縦のみであったのに対し、本艇では遠隔操縦と有人操縦のいずれも選択可能であり、防災時には交通船としても利用できる。排水量6.0トン、全長10.0メートル、速力10ノットで、観測装置としては、二周波型精密音響測深儀や投下式自動水深水温測定装置、水温塩分計、採水装置を備えている。

## 船歴
1998年（平成10年）に退役した同名船の代船として、同年3月20日に三井造船玉野事業所で竣工した。上記の通り技術的に見るべき点が多く、竣工同年の「シップ・オブ・ザ・イヤー98」を受賞した。
就役直後の1998年9月には、「マンボウII」の初仕事として明神礁の調査が行われた。同地は、1952年9月、噴火の調査のために派遣された海上保安庁の測量船「第五海洋丸」が噴火に巻き込まれて遭難、乗員・調査団31名全員が殉職した因縁の地であり、「マンボウII」の調査によって詳細な海底地形図が作成された。
この調査は、文部省の測地学審議会の建議を受けて行われる「海域火山基礎情報図調査」の初の例であり、その後も各所の海底火山調査が行われていた。そして2015年6月に行われた10回目の海域火山基礎情報図調査では、本船により、2013年より断続的に噴火を再開した西之島の調査が行われた。特に「マンボウII」は、その特性をいかして、半径4キロメートルの噴火警戒範囲にまで進入して、マルチビーム測深機による海底調査を行った。これは噴火後初の海底調査であり、噴出物の体積や地下構造など、従来行われてきた航空観測では得られない有力な情報が多く観測された。